# ナクソス (レコードレーベル)
ナクソス（NAXOS）は、1987年にドイツの実業家のクラウス・ハイマンが、夫人である日本人ヴァイオリニストの西崎崇子とともに香港に設立したクラシック音楽系のレコードレーベル。

## 来歴・特徴
ナクソスは1982年に香港で設立された「マルコ・ポーロ」（MARCO POLO）から1987年に新レーベルとして立ち上げられたレーベルである。
元々、マルコ・ポーロでは、知名度や演奏頻度の低い「秘曲」などを中心とした録音に特化したレーベルであったことに対して、ナクソスではマルコ・ポーロで取り扱う内容よりも一般的なレパートリーを中心とする方針を取っていることが特徴である。またナクソスから発表される新譜はいずれもバジェット・プライス（お買い得価格）で販売され、さらにそのペースも非常に早いことも特徴である。そうした傾向からしばし「安かろう悪かろう」というイメージが持たれがちであるが、古楽や現代、後述する日本人作曲家やアメリカ人作曲家などの特色あるレパートリーなどの録音なども取り入れるなど、戦略的な制作を続けている。
著名なCDとしては、2001年にリリースしたカリンニコフの交響曲があげられる。ほぼ無名であったこのロシアの作曲家の作品は驚異的な売り上げを記録し、業界で話題となった。
ナクソスはコンセプトの一つとして「クラシック音楽の百科事典を目指す」という目標を掲げており、古楽から近現代の作曲家の全集企画なども行われている。
1990年代以降は、SP録音時代の復刻などを中心とした「ナクソス・ヒストリカル」や、片山杜秀を監修に迎えて始動した「日本人作曲家撰」などのプロジェクトを発足して継続して続けている。
こうした安さとレパートリーの幅広さを活かした成長から、欧米では「CD店のクラシックコーナーにはナクソスしか置いてない」と言われた。
日本の総代理店は株式会社アイヴィ（愛知県豊明市）だったが、2007年9月末を以って解散し、Naxos Global Distribution ltd.の子会社ナクソス・ジャパン株式会社に日本代理店の権利を譲渡することとなった。

## 主な演奏家
マルコ・ポーロ時代からの特徴として、香港を拠点としていたことから、香港やシンガポールなどの演奏団体や、低予算で録音制作ができる中東欧の管弦楽団が録音に起用されることが多い。また演奏家ではピアニストのヤンドー・イェネーや、チェリストのマリア・クリーゲル、指揮者のアントーニ・ヴィットなどは会社の創業初期から看板として活躍してきた人たちである。また、創業者クラウス・ハイマンの夫人である西崎崇子のヴァイオリンによる録音も多い。ピアノ連弾デュオのジルケ・トーラ・マティースとクリスティアン・ケーンのコンビは、アントニン・ドヴォルザークやヨハネス・ブラームスの4手ピアノ作品全集録音に取り組んできた。ナクソスのレコード業界での評価が上がるにつれて、著名な音楽家がナクソスで録音をする機会も増加した。
「国際コンクールの優勝者は、どのような理由であっても支援する」というのは実は活動初期にピエール=アラン・ヴォロンダをフォローしたころからのポリシーだが、この傾向を推し進め、副賞にNAXOS一枚分のCDデビューを取り付ける国際コンクールが急増した。
また貴重な音源として、セルゲイ・ラフマニノフ自身が演奏したピアノ協奏曲の自作自演の録音や、ウィレム・メンゲルベルクのすすり泣きのマタイ受難曲などのCDも販売している（RCAレコードから復刻されていた）。

### オーケストラ
- アイスランド交響楽団
- アイルランド国立交響楽団
- アルスター管弦楽団
- イングリッシュ・ノーザン・フィルハーモニア
- ウクライナ国立交響楽団
- ケルン室内管弦楽団
- シアトル交響楽団
- スウェーデン室内管弦楽団
- スロヴァキア国立コシツェ・フィルハーモニー管弦楽団
- スロヴァキア・フィルハーモニー管弦楽団
- スロヴァキア放送交響楽団
- トロント室内管弦楽団
- ナッシュヴィル交響楽団
- ニコラウス･エステルハージ・シンフォニア
- ニュージーランド交響楽団
- ノーザン室内管弦楽団
- バッファロー・フィルハーモニー管弦楽団
- ポーランド国立放送交響楽団
- ボーンマス交響楽団
- モスクワ交響楽団
- リール国立管弦楽団
- リヨン国立管弦楽団
- ロイヤル・スコティッシュ管弦楽団
- ロイヤル・リヴァプール・フィルハーモニー管弦楽団
- ロシア・フィルハーモニー管弦楽団
- ワルシャワ・フィルハーモニー管弦楽団

### 指揮者
- ピエタリ・インキネン
- アントニ・ヴィト
- ニコラス・ウォード
- ビャーテ・エンゲセット
- マリン・オールソップ
- パトリック・ガロワ
- テオドレ・クチャル
- ロバート・クラフト
- ニクラス・ヴィレン
- ケネス・シャーマーホーン
- ジェームズ・ジャッド
- ジェラード・シュワルツ
- レナード・スラットキン
- ペッテル・スンドクヴィスト
- ホセ・セレブリエール
- ポール・ダニエル
- ステファヌ・ドゥネーヴ
- ペトリ・サカリ
- ゲオルク・ティントナー
- ベーラ・ドラホシュ
- エンリケ・バティス
- ジョアン・ファレッタ
- ヘルムート・ミュラー=ブリュール
- ヴァシリー・ペトレンコ
- 準・メルクル
- ケヴィン・マロン
- アレクサンダー・ラハバリ
- デーヴィッド・ロイド=ジョーンズ
- ドミトリ・ヤブロンスキー
- 湯浅卓雄

### 弦楽器奏者
- イリヤ・カーラー
- フィリップ・クイント
- ヘンニング・クラッゲルード
- マリア・クリーゲル
- ルーシー・ファン・ダール
- 西崎崇子
- ジェルジ・パウク
- クロエ・ハンスリップ

### 鍵盤楽器奏者
- ホーコン・アウスタベ
- ホーヴァル・ギムセ
- ベルント・グレムザー
- コンスタンティン・シチェルバコフ
- アイナル・ステーン=ノックレベルグ
- ピーター・ドノホー
- イディル・ビレット
- ヤンドー・イェネー
- ケマル・ゲキチ

### アンサンブル
- コダーイ四重奏団
- ファイン・アーツ四重奏団
- マッジーニ四重奏団

## 各種プロジェクト
ナクソスでもマニアックな作品が発売可能になったことに伴い、複数のプロジェクトが始動できることになった。
- ウィンドバンド・クラシックス（吹奏楽シリーズ）
- スパニッシュ・クラシックス（スペインの作曲家シリーズ）
- イタリアン・クラシックス（イタリアの作曲家シリーズ）
- ラテンアメリカ・クラシックス（中南米の作曲家シリーズ）
- 華人作曲家系列（中国の作曲家シリーズ）
- 期待の新進演奏家

### 日本作曲家選輯
ナクソスが力を入れていたプロジェクトの中に、『日本作曲家選輯』と名づけられた日本人作曲家のシリーズがある。このシリーズには日本のクラシック・ファンにも知られていなかった作品が多く収録された。第1弾として発売されたのは伊福部昭の『日本狂詩曲』や、外山雄三『管弦楽のためのラプソディ』などを収録したアルバムであった。その後、橋本國彦の『交響曲第1番ニ調』、山田耕筰の交響曲『かちどきと平和』、大澤壽人の交響曲第3番と『ピアノ協奏曲第3番「神風協奏曲」』、早坂文雄の『ピアノ協奏曲』、芥川也寸志、武満徹、諸井三郎、矢代秋雄、黛敏郎、須賀田礒太郎、松平頼則らの作品をリリースしている。

### アメリカン・クラシックス
『アメリカン・クラシックス』はアメリカの音楽を幅広く網羅することを目指している。バーンスタインの作品でも、前述した『ウエスト・サイド物語』のような代表作のみならず、ユダヤ教から発想した声楽曲を集めた『ユダヤの遺産』までが入手できる。また、アメリカの名門レコード会社である「デロス社」（Delos）の古い音源の一部をナクソスが買い取って、当シリーズに含めて発売した商品もある。2021年11月現在、ナクソスのシリーズの中でも最も発売部数が多いシリーズとなっている。